# Eilema sericeoalba
Eilema sericeoalba là một loài bướm đêm thuộc phân họ Arctiinae, họ Erebidae.